# جوش رايت
جوش رايت (بالإنجليزية: Josh Wright)‏ (6 نوفمبر 1989 المملكة المتحدة - ) هو لاعب كرة قدم بريطاني يلعب كلاعب وسط.

## روابط خارجية
- جوش رايت على موقع قاعدة بيانات كرة القدم.إي يو (الإنجليزية)
- جوش رايت على موقع Soccerbase.com (لاعب) (الإنجليزية)